# Eleições parlamentares europeias de 2004 no distrito de Bragança
| Eleições parlamentares europeias de 2004 em Portugal Distritos: Aveiro \| Beja \| Braga \| Bragança \| Castelo Branco \| Coimbra \| Évora \| Faro \| Guarda \| Leiria \| Lisboa \| Portalegre \| Porto \| Santarém \| Setúbal \| Viana do Castelo \| Vila Real \| Viseu \| Açores \| Madeira \| Estrangeiro |

## Resultados por Concelho
Os resultados nos concelhos do Distrito de Bragança foram os seguintes:

### Alfândega da Fé
| Partido                 | Partido                        | Votos | %               | +/-  |
| ----------------------- | ------------------------------ | ----- | --------------- | ---- |
|                         | Força Portugal                 | 1 125 | 45,11 / 100,00  | 5,58 |
|                         | Partido Socialista             | 1 078 | 43,22 / 100,00  | 4,84 |
|                         | Coligação Democrática Unitária | 51    | 2,04 / 100,00   | 0,95 |
|                         | Bloco de Esquerda              | 39    | 1,56 / 100,00   | 0,89 |
|                         | Outros                         | 101   | 4,04 / 100,00   |      |
| Votos Inválidos         | Votos Inválidos                | 100   | 4,01 / 100,00   | 0,63 |
| Total                   | Total                          | 2 494 | 100,00 / 100,00 |      |
| Eleitorado/Participação | Eleitorado/Participação        | 6 012 | 41,48 / 100,00  | 1,99 |

### Bragança
| Partido                 | Partido                        | Votos  | %               | +/-  |
| ----------------------- | ------------------------------ | ------ | --------------- | ---- |
|                         | Partido Socialista             | 4 587  | 45,10 / 100,00  | 3,66 |
|                         | Força Portugal                 | 4 116  | 40,47 / 100,00  | 8,43 |
|                         | Bloco de Esquerda              | 360    | 3,54 / 100,00   | 2,70 |
|                         | Coligação Democrática Unitária | 311    | 3,06 / 100,00   | 0,56 |
|                         | Partido da Nova Democracia     | 103    | 1,01 / 100,00   | Novo |
|                         | Outros                         | 294    | 2,89 / 100,00   |      |
| Votos Inválidos         | Votos Inválidos                | 400    | 3,93 / 100,00   | 1,18 |
| Total                   | Total                          | 10 171 | 100,00 / 100,00 |      |
| Eleitorado/Participação | Eleitorado/Participação        | 33 506 | 30,36 / 100,00  | 1,77 |

### Carrazeda de Ansiães
| Partido                 | Partido                        | Votos | %               | +/-  |
| ----------------------- | ------------------------------ | ----- | --------------- | ---- |
|                         | Força Portugal                 | 1 460 | 53,17 / 100,00  | 6,12 |
|                         | Partido Socialista             | 853   | 31,06 / 100,00  | 1,42 |
|                         | Coligação Democrática Unitária | 71    | 2,59 / 100,00   | 0,20 |
|                         | Partido da Nova Democracia     | 52    | 1,89 / 100,00   | Novo |
|                         | Bloco de Esquerda              | 39    | 1,42 / 100,00   | 0,96 |
|                         | Outros                         | 118   | 4,29 / 100,00   |      |
| Votos Inválidos         | Votos Inválidos                | 153   | 5,57 / 100,00   | 2,37 |
| Total                   | Total                          | 2 746 | 100,00 / 100,00 |      |
| Eleitorado/Participação | Eleitorado/Participação        | 7 813 | 35,15 / 100,00  | 7,87 |

### Freixo de Espada à Cinta
| Partido                 | Partido                                         | Votos | %               | +/-  |
| ----------------------- | ----------------------------------------------- | ----- | --------------- | ---- |
|                         | Partido Socialista                              | 632   | 46,20 / 100,00  | 3,57 |
|                         | Força Portugal                                  | 583   | 42,62 / 100,00  | 5,64 |
|                         | Coligação Democrática Unitária                  | 31    | 2,27 / 100,00   | 0,73 |
|                         | Partido da Nova Democracia                      | 18    | 1,32 / 100,00   | Novo |
|                         | Partido Comunista dos Trabalhadores Portugueses | 14    | 1,02 / 100,00   | 0,24 |
|                         | Outros                                          | 46    | 3,37 / 100,00   |      |
| Votos Inválidos         | Votos Inválidos                                 | 44    | 3,22 / 100,00   | 0,18 |
| Total                   | Total                                           | 1 368 | 100,00 / 100,00 |      |
| Eleitorado/Participação | Eleitorado/Participação                         | 3 991 | 34,28 / 100,00  | 5,63 |

### Macedo de Cavaleiros
| Partido                 | Partido                        | Votos  | %               | +/-  |
| ----------------------- | ------------------------------ | ------ | --------------- | ---- |
|                         | Força Portugal                 | 2 642  | 49,11 / 100,00  | 2,58 |
|                         | Partido Socialista             | 2 057  | 38,23 / 100,00  | 0,33 |
|                         | Coligação Democrática Unitária | 124    | 2,30 / 100,00   | 0,61 |
|                         | Bloco de Esquerda              | 93     | 1,73 / 100,00   | 0,85 |
|                         | Partido da Nova Democracia     | 55     | 1,02 / 100,00   | Novo |
|                         | Outros                         | 159    | 2,95 / 100,00   |      |
| Votos Inválidos         | Votos Inválidos                | 250    | 4,64 / 100,00   | 1,13 |
| Total                   | Total                          | 5 380  | 100,00 / 100,00 |      |
| Eleitorado/Participação | Eleitorado/Participação        | 17 893 | 30,07 / 100,00  | 2,41 |

### Miranda do Douro
| Partido                 | Partido                        | Votos | %               | +/-   |
| ----------------------- | ------------------------------ | ----- | --------------- | ----- |
|                         | Força Portugal                 | 1 146 | 44,87 / 100,00  | 20,69 |
|                         | Partido Socialista             | 1 094 | 42,83 / 100,00  | 10,94 |
|                         | Bloco de Esquerda              | 39    | 1,53 / 100,00   | 0,95  |
|                         | Coligação Democrática Unitária | 37    | 1,45 / 100,00   | 9,19  |
|                         | Outros                         | 115   | 4,50 / 100,00   |       |
| Votos Inválidos         | Votos Inválidos                | 123   | 4,81 / 100,00   | 3,70  |
| Total                   | Total                          | 2 554 | 100,00 / 100,00 |       |
| Eleitorado/Participação | Eleitorado/Participação        | 8 221 | 31,07 / 100,00  | 24,67 |

### Mirandela
| Partido                 | Partido                        | Votos  | %               | +/-  |
| ----------------------- | ------------------------------ | ------ | --------------- | ---- |
|                         | Força Portugal                 | 3 966  | 51,57 / 100,00  | 5,57 |
|                         | Partido Socialista             | 2 552  | 33,19 / 100,00  | 0,67 |
|                         | Coligação Democrática Unitária | 357    | 4,64 / 100,00   | 0,13 |
|                         | Bloco de Esquerda              | 168    | 2,18 / 100,00   | 1,73 |
|                         | Partido da Nova Democracia     | 81     | 1,05 / 100,00   | Novo |
|                         | Outros                         | 253    | 3,40 / 100,00   |      |
| Votos Inválidos         | Votos Inválidos                | 313    | 4,07 / 100,00   | 1,22 |
| Total                   | Total                          | 7 690  | 100,00 / 100,00 |      |
| Eleitorado/Participação | Eleitorado/Participação        | 23 889 | 32,19 / 100,00  | 2,22 |

### Mogadouro
| Partido                 | Partido                        | Votos  | %               | +/-  |
| ----------------------- | ------------------------------ | ------ | --------------- | ---- |
|                         | Força Portugal                 | 1 977  | 53,62 / 100,00  | 4,94 |
|                         | Partido Socialista             | 1 293  | 35,07 / 100,00  | 0,99 |
|                         | Bloco de Esquerda              | 50     | 1,36 / 100,00   | 0,98 |
|                         | Coligação Democrática Unitária | 46     | 1,25 / 100,00   | 0,46 |
|                         | Partido da Nova Democracia     | 44     | 1,19 / 100,00   | Novo |
|                         | Outros                         | 134    | 3,65 / 100,00   |      |
| Votos Inválidos         | Votos Inválidos                | 143    | 3,88 / 100,00   | 0,73 |
| Total                   | Total                          | 3 687  | 100,00 / 100,00 |      |
| Eleitorado/Participação | Eleitorado/Participação        | 11 550 | 31,92 / 100,00  | 4,03 |

### Torre de Moncorvo
| Partido                 | Partido                                         | Votos | %               | +/-  |
| ----------------------- | ----------------------------------------------- | ----- | --------------- | ---- |
|                         | Partido Socialista                              | 1 630 | 46,31 / 100,00  | 4,14 |
|                         | Força Portugal                                  | 1 469 | 41,73 / 100,00  | 6,07 |
|                         | Coligação Democrática Unitária                  | 79    | 2,24 / 100,00   | 0,96 |
|                         | Bloco de Esquerda                               | 63    | 1,79 / 100,00   | 1,17 |
|                         | Partido da Nova Democracia                      | 37    | 1,05 / 100,00   | Novo |
|                         | Partido Comunista dos Trabalhadores Portugueses | 37    | 1,05 / 100,00   | 0,26 |
|                         | Outros                                          | 86    | 2,44 / 100,00   |      |
| Votos Inválidos         | Votos Inválidos                                 | 119   | 3,38 / 100,00   | 0,04 |
| Total                   | Total                                           | 3 520 | 100,00 / 100,00 |      |
| Eleitorado/Participação | Eleitorado/Participação                         | 9 981 | 35,27 / 100,00  | 3,38 |

### Vila Flor
| Partido                 | Partido                                         | Votos | %               | +/-  |
| ----------------------- | ----------------------------------------------- | ----- | --------------- | ---- |
|                         | Força Portugal                                  | 1 151 | 43,91 / 100,00  | 7,36 |
|                         | Partido Socialista                              | 1 141 | 43,53 / 100,00  | 3,95 |
|                         | Coligação Democrática Unitária                  | 73    | 2,79 / 100,00   | 0,45 |
|                         | Bloco de Esquerda                               | 50    | 1,91 / 100,00   | 1,36 |
|                         | Partido Comunista dos Trabalhadores Portugueses | 33    | 1,26 / 100,00   | 0,48 |
|                         | Outros                                          | 84    | 3,22 / 100,00   |      |
| Votos Inválidos         | Votos Inválidos                                 | 89    | 3,40 / 100,00   | 0,29 |
| Total                   | Total                                           | 2 621 | 100,00 / 100,00 |      |
| Eleitorado/Participação | Eleitorado/Participação                         | 7 750 | 33,82 / 100,00  | 5,69 |

### Vimioso
| Partido                 | Partido                        | Votos | %               | +/-  |
| ----------------------- | ------------------------------ | ----- | --------------- | ---- |
|                         | Força Portugal                 | 870   | 47,49 / 100,00  | 5,02 |
|                         | Partido Socialista             | 700   | 38,21 / 100,00  | 0,06 |
|                         | Coligação Democrática Unitária | 33    | 1,80 / 100,00   | 0,25 |
|                         | Partido da Nova Democracia     | 23    | 1,26 / 100,00   | Novo |
|                         | Bloco de Esquerda              | 21    | 1,15 / 100,00   | 0,77 |
|                         | Outros                         | 77    | 4,20 / 100,00   |      |
| Votos Inválidos         | Votos Inválidos                | 108   | 5,90 / 100,00   | 2,12 |
| Total                   | Total                          | 1 832 | 100,00 / 100,00 |      |
| Eleitorado/Participação | Eleitorado/Participação        | 6 364 | 28,79 / 100,00  | 4,35 |

### Vinhais
| Partido                 | Partido                        | Votos  | %               | +/-  |
| ----------------------- | ------------------------------ | ------ | --------------- | ---- |
|                         | Partido Socialista             | 1 529  | 47,38 / 100,00  | 2,77 |
|                         | Força Portugal                 | 1 306  | 40,47 / 100,00  | 6,20 |
|                         | Coligação Democrática Unitária | 69     | 2,14 / 100,00   | 0,79 |
|                         | Bloco de Esquerda              | 54     | 1,67 / 100,00   | 1,30 |
|                         | Partido da Nova Democracia     | 37     | 1,15 / 100,00   | Novo |
|                         | Partido Humanista              | 33     | 1,02 / 100,00   | Novo |
|                         | Outros                         | 94     | 2,91 / 100,00   |      |
| Votos Inválidos         | Votos Inválidos                | 105    | 3,26 / 100,00   | 0,56 |
| Total                   | Total                          | 3 227  | 100,00 / 100,00 |      |
| Eleitorado/Participação | Eleitorado/Participação        | 12 218 | 26,41 / 100,00  | 3,82 |